# Kozárovice
Kozárovice (en allemand : Kosarowitz) est une commune du district de Příbram, dans la région de Bohême-Centrale, en République tchèque. Sa population s'élevait à 387 habitants en 2020.

## Géographie
Kozárovice se trouve à 11 km à l'est de Březnice, à 16,5 km au sud-sud-est de Příbram et à 63 km au nord-est de Prague.
La commune est limitée par Bukovany au nord-ouest, par Cetyně au nord, par Bohostice au nord-est, par Klučenice à l'est, par Kovářov, Kožlí et Lety au sud, et par Zalužany et Chraštice à l'ouest.

## Histoire
La première mention écrite de la localité date de 1152.

## Administration
La commune se compose de deux quartiers :
- Holušice
- Kozárovice
- Vystrkov

## Transports
Par la route, Kozárovice se trouve à 16,5 km de Březnice, à 19,5 km de Příbram et à 73 km de Prague.